# Paedophryne swiftorum
Paedophryne swiftorum is een kikkersoort uit de familie smalbekkikkers (Microhylidae). De soort werd voor het eerst wetenschappelijk beschreven door Eric N. Rittmeyer, Allen Allison, Michael C. Gründler, Derrick K. Thompson en Christopher C. Austin in 2012.
De soort is alleen bekend uit Papoea-Nieuw-Guinea en wordt er waargenomen op hoogtes van 500 tot 950 meter boven zeeniveau. Paedophryne swiftorum is voor het eerst wetenschappelijk beschreven door Rittmeyer et al. in 2012.
Het kikkertje wordt ongeveer 8,25 tot 8,9 millimeter lang. De kikker is donkerbruin met roest- tot geelbruine of een brede geelbruine rugstreep aan de bovenkant en wat lichter bruin met geelbruine vlekken aan de onderkant.